# Phytometra coccineifascia
Phytometra coccineifascia là một loài bướm đêm trong họ Erebidae.